# Тёплая (гора, муниципальный округ Первоуральск)
Тёплая — лесистая гора Среднего Урала на юго-западе Свердловской области России. Расположена в 5 километрах к северо-западу от города Первоуральска и в нескольких километрах к юго-востоку от посёлка Билимбая, возле реки Чусовой. Гора Тёплая широко известна как горнолыжный курорт.

## Топоним
По одной из версий, своё название гора получила после прокладки по ней трассы Московской дороги — грунтового тракта между Билимбаевским с Шайтанским заводскими посёлками. Гору так стали называть якобы из-за длинного и тяжёлого подъёма, взбираясь на который путникам даже в сильный мороз становилось жарко. Такое название на Урале достаточно широко распространено: к примеру, в Пермском крае есть посёлок Тёплая Гора возле одноимённой горы. На старых межевых картах до прокладки дороги гора носила название Соколья. Происхождение этого имени неизвестно.

## Описание
Гора представляет собой большой лесистый увал с редкими скальными выходами. За исключением горнолыжных трасс и площадок, полностью покрыта лесом. Склоны пологие, за исключением более крутого западного. Протяжённость увала с севера на юг около двух километров. Возле реки Чусовой на склоне горы на поверхность выходит скала Тархан. На восточном склоне горы располагается горнолыжная база, трассы которой идут от самой вершины к подножью по восточному и юго-восточному склонам, работает канатная дорога. По вершине горы проходит граница города Первоуральска, обозначенная стелой.

## История
По вершине горы проходила межа владений Демидовых и Строгановых — Шайтанского и Билимбаевского заводов.

## Горнолыжный курорт
Возле подножия горы и на восточном её склоне находится лыжная база «Гора Тёплая». В комплекс базы входят здания администрации, кафе и баня, а также пункт проката снаряжения. Треки проходят от вершины по восточному и юго-восточному склонам; на юго-востоке, по отрогу горы располагается трасса для тюбингов, а к северу, в сторону Чусовой проходит учебная трасса. По восточному склону к вершине идёт канатная дорога на бугельной тяге.